# Warut Mekmusik
Warut Mekmusik (thailändisch วรุฒ เมฆมุสิก, * 21. Februar 1992 in Phatthalung), auch als Jay (Thai: เจ) bekannt, ist ein thailändischer Fußballspieler.

## Karriere
Seine fußballerische Laufbahn begann 2009 in der Jugendmannschaft des Erstligisten Buriram United in Buriram. Hier unterschrieb er 2010 auch seinen ersten Profivertrag. 2011 wechselte er in die dritte Liga, der Regional League Division 2, zu Phattalung FC, einem Verein, der in der Provinz Phatthalung beheimatet ist. Mit dem Verein wurde er 2011 Vizemeister und stieg somit in die zweite Liga, der Thai Premier League Division 1, auf. 2012 wechselte er zum Ligakonkurrenten Air Force United nach Bangkok. 2013 erreichte er mit Air Force den 1. Platz und stieg somit in die erste Liga, der Thai Premier League, auf. Zum Ligakonkurrenten Bangkok United wechselte er 2014. Hier steht er bis heute unter Vertrag. 2018 und 2023 feierte er mit dem Hauptstadtverein die Vizemeisterschaft. Am 28. Mai 2023 stand er mit dem Verein im Finale des thailändischen Pokals. Hier unterlag man dem Erstligisten Buriram United mit 0:2. Am 5. August 2023 gewann er mit Bangkok United den thailändischen Super Cup. Das Spiel gegen den Meister Buriram United im Rajamangala Stadium gewann man mit 2:0. Am 15. Juni 2024 gewann er mit Bangkok United den FA Cup. Das Endspiel gegen den Zweitligisten Dragon Pathumwan Kanchanaburi FC gewann man im Elfmeterschießen. Am Ende der Saison 2024/25 feierte er mit Bangkok seine vierte Vizemeisterschaft. Nach 94 Ligaspielen gab Mekmusik im Mai 2025 seinen Abschied von Bangkok United bekannt. Im Juni 2025 gab der Erstligaaufsteiger Ayutthaya United FC die Verpflichtung von Jay bekannt.

## Erfolge
Air Force United
- Thailändischer Zweitligameister: 2013  ▲

Bangkok United
- Thailändischer Pokalsieger: 2023/24
- Thailändischer Pokalfinalist: 2017, 2022/23
- Thailändischer Vizemeister: 2018, 2022/23,  2023/24, 2024/25
- Thailändischer Supercup-Sieger: 2023